# 性應法親王
性應法親王（1690年12月8日—1712年9月15日），俗名寬敦，幼名八十宮，是日本江戶時代前期、中期的法親王，生父母是靈元天皇及菅原經子，東山天皇和有栖川宮職仁親王的異母兄弟，作宮的同母弟。

## 履歷
元祿四年（1691年）五月寬敦成為大覺寺性真法親王附弟，到元祿十三年（1700年）八月接受親王宣下，同年十一月出家，法號性應。寶永六年（1710年）五月敘二品，至正德二年（1712年）八月逝世，葬在長尾山。